# Polígono de tiro de las Bardenas

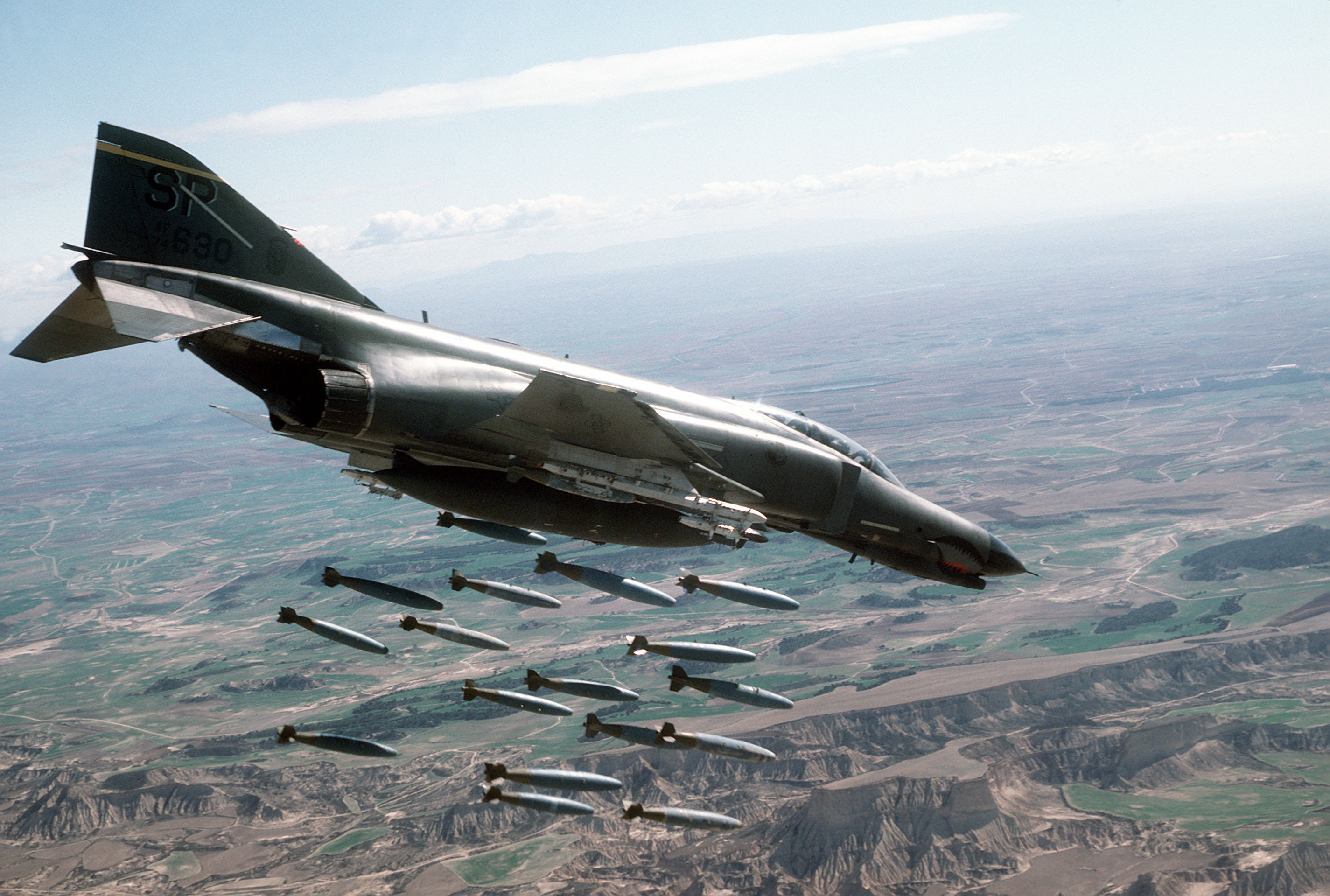
Cazabombardero F-4 Phantom II de la USAF practicando bombardeo real (bombas de 500 lb) en el polígono de tiro en 1986.

El Polígono de Tiro de las Bardenas es un campo de entrenamiento de tiro aéreo situado en las Bardenas Reales en la Comunidad Foral de Navarra  en España, lleva funcionando 73 años, desde su inauguración el 9 de junio de 1951.
Después del cierre del polígono de Caudé (Teruel) en 2001 y de renunciar el Gobierno de España a construir el polígono de tiro en Anchuras (Ciudad Real) ha quedado como el único polígono de tiro del Ejército del Aire.
Forma parte, con otros campos existentes, como el de El Teleno (León) que es un campo de tiro artillero utilizado en ocasiones por los helicópteros de las FAMET, así como los que hay en otros países europeos, de los campos de entrenamiento de las fuerzas aéreas de la OTAN. Actualmente, en Bardenas se pueden realizar ejercicios de bombardeo, que de forma habitual son con bombetas no explosivas y en ocasiones con fuego real, y es uno de los más importantes de todos los de la Alianza en Europa, con un uso de unos 2.000 ejercicios anuales, muy por debajo de su capacidad máxima que es de 100 ejercicios diarios.
Abarca un terreno de 2.222 hectáreas y fue implantado con contrato firmado el 9 de junio de 1951, durante el régimen franquista. La recomendación de esta utilización fue por José Daniel Lacalle Larraga, militar navarro de Valtierra cuando era Segundo Jefe del Estado Mayor del Aire y que posteriormente ejerció de ministro del Aire. Entonces dicho ministerio era responsabilidad de Eduardo González-Gallarza. El contrato inicial de arrendamiento tuvo un precio de 20.000 pesetas al año y fue para 25 años.
Este terreno fue declarado en 1999 parque natural y en 2000 Reserva de la Biosfera.
Por su parte el ministerio de Defensa declaró al mismo como Zona de Interés para la Defensa en diciembre de 2000, considerando con ello la posibilidad de expropiación del terreno. 
Las protestas de la población han sido constantes en los últimos años reflejado en una marcha que se realiza en el primer fin de semana de junio de todos los años y en las peticiones del Parlamento de Navarra, la última en el pleno del 13 de marzo de 2008, que votó a favor de la no renovación del contrato y del desmantelamiento del polígono. El Gobierno de España del Partido Socialista Obrero Español (PSOE) presidido por José Luis Rodríguez Zapatero, mediante la ministra de Defensa Carme Chacón anunció en el Congreso español, en mayo de 2008, su intención de renovar el contrato al considerar que no hay alternativa. A lo largo del año se realizaron negociaciones, que finalmente llevaron a la renovación por diez años ampliables a veinte, además de la concesión de la titularidad a la Junta de las Bardenas, condiciones que fueron aceptadas por ésta el 17 de diciembre de 2008, y que fueron firmadas con el Ministerio el 22 de diciembre de 2008.
Es utilizado habitualmente por el Ejército del Aire de España y en ocasiones por cualquier miembro de la OTAN para adiestramiento y en caso de conflicto bélico, como fue en el caso de los Estados Unidos. Con anterioridad este país lo utilizó frecuentemente cuando compartía con el Ejército del Aire español la Base Aérea de Zaragoza y el polígono.

## Evolución de la utilización del polígono de tiro
A comienzos de los años 70 se instalan infraestructuras fijas en el polígono, que ETA destruye prácticamente en su totalidad el 16 de diciembre de 1983 en un atentado con 40 kilos de Goma 2 en el que resultaron heridos un teniente y dos soldados del ejército español. El miembro de ETA Miguel Ángel Gil Cervera, natural de Pamplona, había ingresado en el ejército como voluntario. En la madrugada, cuando estaba de guardia desarmó, golpeó y ató al soldado con el que estaba. Seguidamente colocó tres bombas: una en las cocheras, otra en las dependencias centrales del acuartelamiento (donde dormían 75 soldados y unos 15 oficiales y suboficiales), y otra junto al depósito de propano. Estaban activadas por un mecanismo de relojería. Mediante una llamada se dio aviso, por lo que pudieron desalojarse las dependencias y desactivarse, por la Guardia Civil, la carga de 10 kg de Goma 2 que estaba adosada junto al depósito de propano. El resto explosionaron hacia las 2:45. Como consecuencia resultó gravemente dañada la estructura interna del edificio, mientras que la cocina, el comedor, la cantina, el dormitorio de la tropa y otras dependencias anexas quedaron totalmente destruidas. En las explosiones resultaron heridos el teniente Eduardo Fairen Soria y los soldados José Ángel Vergés Montañés y Jesús Jiménez Navascués.
En 1987 el Polígono es declarado Unidad Independiente, y en 1991 deja de operar el ejército de Estados Unidos de forma habitual, manteniendo una participación esporádica.
En el año 1992 se realizó una remodelación del mismo con modernización de sus instalaciones, equipos y zonas de blancos.

Emblema del Ejército del Aire de España, titular del polígono.

Emblema de la USAF, Fuerza Aérea de EE. UU. que utilizó el polígono de forma habitual hasta 1991.

Las instalaciones son utilizadas en la formación de los pilotos de combate del Ejército del Aire en el tiro aire-tierra. 
Este polígono tiene capacidad para 100 operaciones diarias, que hasta el año 1991 se utilizó en torno a un 90% de la capacidad y en la actualidad se utiliza alrededor de un 20% de la misma.
La Unidad está formada por más de 100 personas, de las cuales 6 son Oficiales, 18 son Suboficiales, 74 son Militares Profesionales de Tropa y 5 son personal civil.
Las aeronaves que habitualmente utilizan Bardenas son los F-18 Hornet de las Alas 12 (Base Aérea de Torrejón en Madrid), 15 (Base Aérea de Zaragoza) y 46 (Base Aérea de Gando en Canarias), los Mirage F-1M del Ala 14 (Base Aérea de Los Llanos en Albacete) y los F-5 del Ala 23 (Base Aérea de Talavera la Real en Badajoz). Ocasionalmente lo utilizan los Harrier AV-8B de la 9.ª Escuadrilla de la Armada y aviones de países de la OTAN, como los F-16 de la USAF.

En el tiro aire-tierra, según las fuentes militares refieren que de forma habitual se utilizan bombetas de ejercicio, que no llevan explosivo sino un cartucho fumígeno que al impactar contra el blanco produce una nube de humo que sirve para comprobar el punto de impacto exacto, y también se realizan ejercicios de ametrallamiento con munición de ejercicio con los cañones de 20 y 30 milímetros de los F-18 y Mirage F-1 respectivamente. Al menos una vez al año en las maniobras denominadas "Tormenta" el ejército indica que se realizan ejercicios con armamento real. Esta actividad con fuego real es remarcada por la portavoz de la Asamblea Antipolígono, Milagros Rubio.
Este recinto también se emplea para adiestramiento en misiones de Búsqueda y Rescate en zona de Combate por los helicópteros Súper Puma del 803 Escuadrón del Servicio Aéreo de Rescate con base en aeródromo de Cuatro Vientos de Madrid.
Otras unidades del Ejército del Aire que habitualmente utilizan Bardenas son el Escuadrón de Zapadores Paracaidistas de Alcantarilla (Murcia), y el Escuadrón de Apoyo al Despliegue Aéreo de Zaragoza. El primero designa los blancos mediante láser para el ataque de los aviones de combate y el segundo despliega la artillería antiaérea de corto alcance que sigue con sus radares a los aviones del Ejército del Aire que sobrevuelan la zona.

### Algunas actividades realizadas

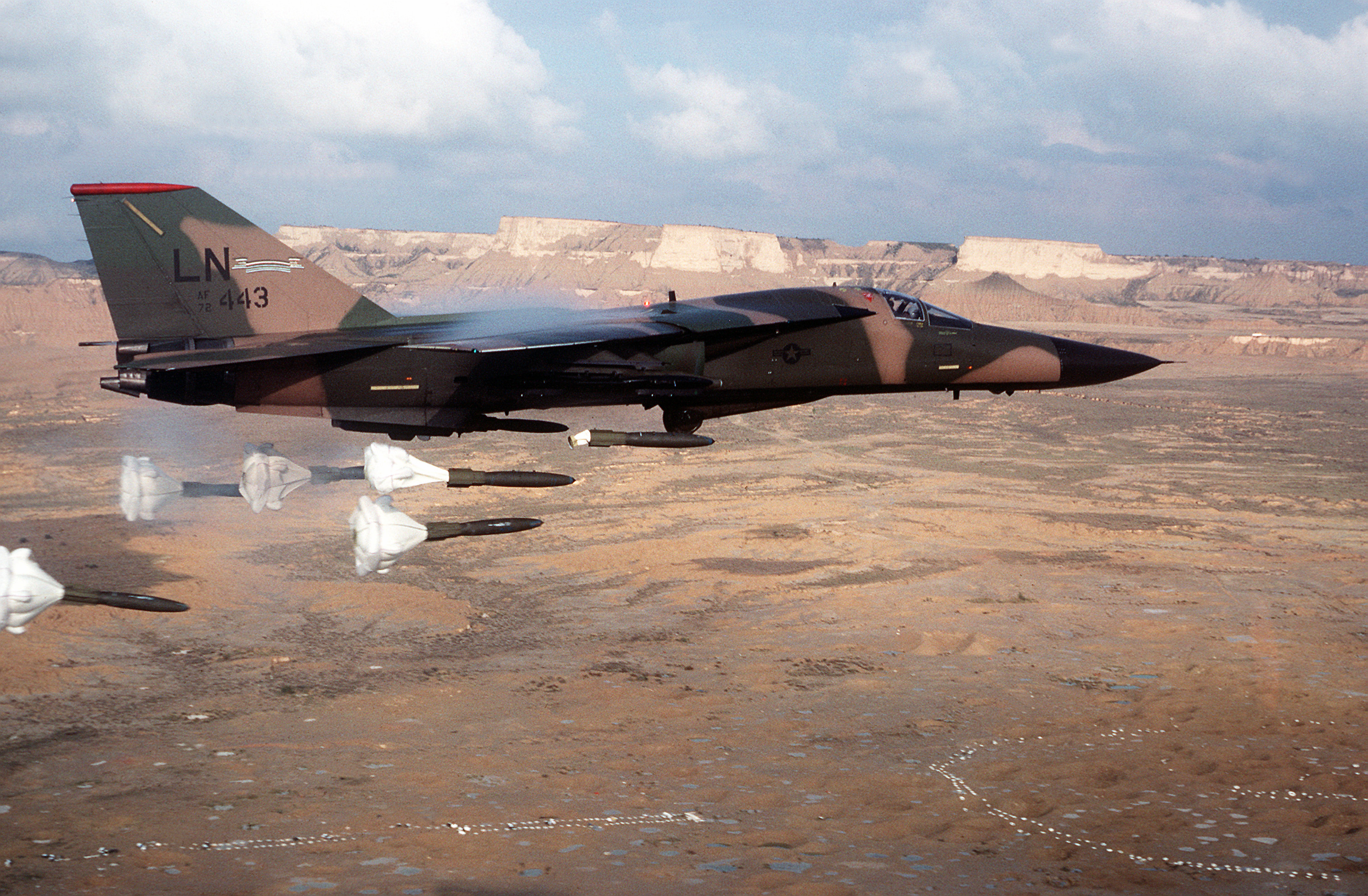
Un F-111 de EE. UU. lanzando bombas frenadas en el polígono en 1986.

- El polígono tiene capacidad para 100 operaciones diarias, y hasta el año 1991 se utilizó en torno a un 90% de esta capacidad. En la actualidad se utiliza tan solo alrededor de un 20% de la misma.[4]

#### 1970-1980
Según datos expresados en 1987 por Jaime Ignacio del Burgo, entonces senador del Partido Popular-Unión del Pueblo Navarro por Navarra, entre 1970 y 1980 se realizaron 238.640 ejercicios de tiro.

#### 1985
Según William M. Arkin, director del Instituto de Estudios Políticos de EE. UU., en 1985, los Estados Unidos realizaron el 70% de las prácticas de bombardeo y de tiro aire-tierra en Europa en este polígono.

#### 1988
El 20 de octubre de 1988 llegaron 6 aviones F-111 del Ala Táctica de Combate 20, provenientes de la base de Upper Heyford (Reino Unido), y 24 cazas F-16 del Ala Táctica de Combate 86 de la base de Ramstein (Alemania), ambas de capacidad nuclear (este dato procede de Armament & Disarmament Information Unit, de la Universidad de Sussex).

#### 1992
En las Bardenas se practican entrenamientos de combate aire-aire. Según la Revista Española de Defensa, publicación oficial del Ministerio de Defensa, el 17 de diciembre de 1992, el ejército del aire español y la VI Flota de EE. UU. realizaron el ejercicio PASSEX, en el que participaron 8 cazabombarderos F-18 "Hornet", 4 Mirage F-1 y dos F-18 españoles, junto con un número indeterminado de F-14 Tomcat, F-18 y A-6 Intruder estadounidenses, en la que se describen alguna de las maniobras:
```
  
```

Para entorpecer la ofensiva, cuatro aviones españoles (dos F-18 y dos F-1) asumieron la defensa aérea de la zona. Durante varios minutos los aparatos se enzarzaron en una lucha incruenta (...). Los interceptores derribaron varios aparatos de la formación atacante (...). En el combate aire-aire los aviones pasan de los 10 km. de altura a ras de suelo en casi cuestión de segundos (...).

#### Los ejercicios Tormenta
Son ejercicios anuales en los que, al menos hasta el Tormenta 2003, las Unidades de Combate del Ejército del Aire efectúan misiones de ataque con lanzamiento de armamento real sobre blancos específicamente colocados para la ocasión.

##### 1993
En junio de 1993, se realiza el ejercicio "Tormenta 93" en el que durante tres días, 43 aviones del Ejército del Aire participaron en un ejercicio con fuego real. Entre otros sistemas de armas, utilizaron cohetes aire-superficie, bombas de caída libre, retardadas, de racimo, guiadas por láser y misiles con guía infrarroja.

##### 1995
En abril de 1995, se desarrolla la "Tormenta 95", esta vez durante cinco días, 30 aviones del Ejército del aire, con 286 horas de vuelo en 265 salidas, con bombas guiadas por láser GBU-10 y 16, bombas convencionales BR-250 y 500, de caída libre y frenadas, bombas de fragmentación MK-20 Rockeye, y cañones de calibre entre 20 y 30 mm.

##### 2003
En este ejercicio de un solo día de duración, se lanzaron misiles aire-suelo, bombas y munición para cañón en varias modalidades de tiro, desde tiro rasante a baja cota, a tiro a alta cota, lanzando en manual y utilizando los sistemas automáticos de que disponen los aviones.

### La postura del Gobierno de España
El Gobierno ha informado en varias ocasiones al Congreso y al Senado sobre el tipo de ejercicios y actividades que se realizan en las Bardenas.
El año 1994, el entonces ministro Julián García Vargas exponía que:

Las dimensiones de este polígono no son excesivamente grandes, 2.200 hectáreas, pero los medios auxiliares de que consta hacen de él una instalación idónea para el entrenamiento de tiro por aeronaves. Su capacidad operativa es de cien aeronaves diarias en períodos medios de veinte minutos.
Se pueden realizar en él diversas modalidades de tiro; bombardeo, ametrallamiento o lanzamiento de cohetes -lo que siempre se hace con munición inerte-, pudiendo utilizarse también, si fuera  necesario, munición real. Para cada modalidad de tiro existen blancos específicos que están dotados de contadores sónicos. Por tanto, es un campo con una capacidad técnica comparable a la de cualquiera de los campos de otro país de la OTAN.
Además de las actividades propias de entrenamiento del Ejército del Aire, en Las Bardenas Reales se llevan a cabo otras, como la cooperación con la industria española o con centros de investigación en las pruebas de proyectos de armamento la calibración de determinados equipos del Ejército del Aire o la destrucción del armamento caduco y no operativo.

El 13 de noviembre de 2002, ante la pregunta de Carlos Chivite del PSOE: 

Número de ejercicios de entrenamiento realizados en el Campo de Entrenamiento de las Bardenas Reales en el período 1996 a 2002 con detalle de los días realizados, del tipo de ejercicio y del tipo de armamento utilizado.

¿Contempla el Ministerio de Defensa, dentro de los protocolos establecidos, la comunicación a los Municipios afectados, tanto a los miembros de la Junta de Bardenas como a los que no siéndolo se ven afectados por las maniobras de aproximación y alejamiento de los aviones, el aviso previo a los respectivos Ayuntamientos y en concreto a sus Alcaldes?
¿En el período 1996 a 2002 han realizado prácticas de entrenamiento en el Campo de Entrenamiento de Bardenas Reales fuerzas aéreas diferentes a las Fuerzas Aéreas Españolas? En caso afirmativo, ¿qué ejércitos, miembros o no de la OTAN han realizado maniobras o ejercicios de adiestramiento en el Campo de Entrenamiento de Bardenas?

El secretario de Estado de Relaciones con las Cortes responde el 6 de diciembre de 2002: 

1.Estando los datos concretos solicitados en la primera cuestión sujetos a la clasificación oficial de «Confidencial», se señala a Sus Señorías que el Campo de Entrenamiento de las Bardenas Reales se utiliza de forma habitual todos los días laborables del año, excepto un mes por cierre en verano y dos semanas en Navidad. El horario habitual de utilización es de 9:15 a 14:00, salvo una semana al mes, que se utiliza para entrenamiento nocturno, normalmente de 15:30 a 22:30.

2.Dado que las actividades ordinarias se rigen por un horario fijo y preestablecido conocido por la citada Junta, y por consiguiente por los municipios que pudieran estar afectados, la Jefatura del Polígono informa puntualmente a la Junta de Bardenas Reales de todas las actividades extraordinarias que pudieran producirse (ejercicios de tiro real de dimensiones extraordinarias, campañas de tiro nocturno que pudieran estar fuera del horario, etc.).

3.Algunas Unidades de la Fuerza Aérea de los Estados Unidos de América (USAF) han utilizado el Polígono.

La página web del Ministerio de Defensa español correspondiente al Ejército del Aire tiene información disponible tanto del polígono de tiro como de algunos ejercicios.

### La postura de www.antimilitaristas.org
Una organización antimilitarista, en cuanto a la actividad realizada en este polígono de tiro concluye:

Las primeras conclusiones generales son que el polígono ha sido más usado por aviones de otros estados (principalmente EE.UU. mediante acuerdos bilaterales) que por españoles, y que se utiliza fundamentalmente para prácticas de bombardeo aire-superficie con armamento sin carga (nuclear y convencional) y real, y también para entrenamiento de combate aire-aire. El polígono es un campo de pruebas para armamento en proceso de fabricación y experimentación. Además su uso se incrementa cuando hay acciones bélicas en perspectiva o se ha iniciado una agresión militar (Guerra del Golfo, bombardeo de Libia, intervención en Bosnia).

### Accidentes
Se han producido más de 70 accidentes en los 73 años de existencia. En la escasa información de los primeros años, y pese a que el Ministerio de Defensa dice: 

No se han producido, durante los más de 50 años de actividad del Polígono de Tiro, daños a personas o bienes ajenos al Ejército del Aire.
Ejército del Aire. Acuartelamiento Aéreo Bardenas. 2007.

Consta en este período inicial, el 29 de octubre de 1952, la muerte en el término de Arguedas de Miguel Murillo Cabestre, pastor de Tauste, por la explosión de una bomba, referida en una fuente antimilitarista, al igual que por el historiador Iñaki Egaña. En el periódico El País de 1980, se describe sin fechar que la muerte de un pastor de Arguedas se produjo al estrellarse un Phantom. José Mª Aierdi Fernández de Barrena (del Grupo Eusko Alkartasuna-Partido Nacionalista Vasco) hizo referencia a este hecho luctuoso en el pleno del Parlamento de Navarra el 28 de septiembre de 2000.
Contabilizados desde 1968 (en los últimos 56 años) son 32 accidentes aéreos que han producido la muerte a 21 militares. Desde este año todas las víctimas, menos una, han sido miembros del Ejército del Aire. En el 2015 se produjo un herido de una persona civil que circulaba fuera del recinto de seguridad del polígono. El riesgo para los civiles se constata en que los aviones sobrevuelan 50 kilómetros cuadrados de zonas habitadas.
- 1. En junio de 1968, un F-104 se estrelló en Funes (Navarra), sin víctimas mortales.
- 2. En julio de 1969, un F-100 se estrelló en Borja (Zaragoza), sin víctimas mortales.
- 3. En agosto de 1969, muere un piloto al estrellarse un F-100 en el interior del Polígono.
- 4. En mayo de 1970, se estrella un F-100 contra el Moncayo, muriendo el piloto.
- 5. En agosto de 1970, dos pilotos mueren al caer su Phantom F-4 cerca de Sádaba.
- 6. En marzo de 1972, Dos Phantoms chocaron en vuelo cayeron en El Buste, murieron sus cuatro ocupantes y restos de los aviones cayeron sobre la localidad.[22]
- 7. En mayo de 1972, dos pilotos mueren, después de chocar un Phantom en el monte Yerga.
- 8. En enero de 1973, un Phantom F-4 cayó en el Polígono, con la muerte del piloto.
- 9. En marzo de 1973 cayó la cola de un proyectil en las proximdades de Murillo el Fruto (Navarra).
- 10. En octubre de 1973, se estrella un F-4 cerca del polígono.
- 11. El 10 de agosto de 1977, se estrella un Supersaeta en las Bardenas. Murió el piloto.
- 12. En agosto de 1977, un F-4 estadounidense procedente de la base de Rota se estrella en el Polígono.
- 13. En septiembre de 1977, otro Supersaeta se estrelló en el polígono, muriendo su piloto.
- 14. El 2 de mayo de 1979 se desprendió una bomba que cayó en un campamento de La Sotonera (Huesca).
- 15. En agosto de 1979, un Mirage III se estrelló cerca de Arguedas (Navarra).
- 16. El 10 de febrero de 1980, cayó una bomba en el término de Valtierra (Navarra).
- 17. El 13 de mayo de 1980, murieron dos pilotos al estrellarse su F-4 en el Moncayo.
- 18. El 12 de noviembre de 1980 cayó un Phantom en la proximidad de Tarazona (Zaragoza).
- 19. El 13 de noviembre de 1980, un F-4 se estrelló en Cáseda (Navarra), muriendo el piloto.
- 20. En enero de 1981, murieron dos pilotos en Agoncillo.
- 21. El 14 de agosto de 1982, un helicóptero colisionó con la ermita del Yugo (Navarra).
- 22. El 9 de septiembre de 1982, un F-5 cayó en Cascante (Navarra). Murió el piloto.
- 23. En mayo del año 1987, un Phantom se incendiaba en el aire, cayendo en Cáseda (Navarra), muriendo sus ocupantes.
- 24. En agosto de 1987, se recogieron tres bombas inertes en Peralta (Navarra).
- 25. El 27 de febrero de 1988, se desprendieron cuatro depósitos de combustible de un F-16 que cayeron a un kilómetro de Cortes (Navarra).
- 26. y 27. El 13 de junio de 1989, cayeron dos aviones en cinco minutos uno en La Cruceta y otro en Ejea de los Caballeros (Zaragoza).
- 28. El 28 de noviembre de 1989, se estrelló un EF-18 en El Plano. Murió su piloto.
- 29. El 16 de agosto de 1994, un EF-18 cayó cerca de Piskerra en las Bardenas.
- 30. el 15 de marzo de 2000, dos EF-18 chocaron en vuelo sobre Ejea de los Caballeros (Zaragoza). Murió un piloto.
- 31. El 2 de abril de 2009, se estrelló un EF-18, procedente de Canarias, en el término de Landazuría fuera del polígono y a 10 kilómetros de las poblaciones de Arguedas y de Valtierra y a 5 kilómetros del embalse del Ferial y del parque temático de Senda Viva provocando una gran deflagración al chocar contra el terreno. El piloto se salvó al accionar el mecanismo de eyección, resultando con una conmoción al salir despedido y heridas en una rodilla de carácter leve. El aparato no llevaba explosivos.[23]
- 32. El 23 de julio de 2015, una persona civil, que circulaba por fuera del recinto de seguridad, resultó herida al recibir un disparo procedente de un helicóptero que realizaba maniobras en el polígono.[24][25]

## El arrendamiento por los entes congozantes

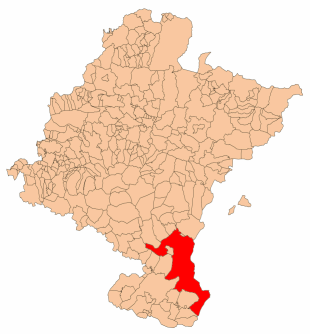
En el interior de las Bardenas Reales se encuentra el campo de tiro, en forma de rectángulo con el eje mayor en la dirección Noreste-Suroeste.

La Junta de las Bardenas está compuesta por veintidós entidades, de ellos diecinueve localidades, dos valles y un monasterio, presidida por José Antonio Gayarre desde 1985 y que son los que tienen derechos de usufructo de este territorio y a los que les corresponde el cobro (en los acuerdos de 2008 se les dio la titularidad). A lo largo de todas las renovaciones, esta Junta ha sido favorable al mantenimiento del polígono de tiro dado el beneficio económico que supone al ser un territorio sin explotaciones económicas importantes. Este organismo que recibe el canon no tiene una distribución proporcional, ya que el representante de Tudela que representa a 30.000 habitantes tiene el mismo valor que el de los frailes habitantes del monasterio de la Oliva:
- Tudela, Arguedas, Valtierra, Cadreita, Valle de Roncal, Valle de Salazar, Caparroso, Carcastillo, Buñuel, Cabanillas, Mélida, Villafranca, Monasterio de la Oliva, Corella, Milagro, Santacara, Cortes, Marcilla, Peralta, Funes y Falces.

Estos están en las proximidades de las Bardenas Reales con excepción de los dos valles pirenaicos Roncal y Salazar, que tradicionalmente sus pastores llevan el ganado a pasar el invierno a estos terrenos.
No son partícipes de esta Junta territorios colindantes de Aragón, como es el caso de la comarca de Cinco Villas que es el más próximo al mismo.

### Renovaciones y evolución del canon
Desde su inicio se han realizado contratos de arrentamiento de los entes congozantes con el Ministerio del Aire, primero, y luego con el de Defensa. Desde las 20.000 pesetas de 1951 se pasó a 559.130 pesetas, cuando el 14 de junio de 1976 se renovó el alquiler. Sin embargo este precio se fue incrementando a lo largo de los siguientes años, dadas las protestas y por su cada vez más alto valor:
- En 1978, a 779.130 pesetas.
- En 1980, a 1.300.000 pesetas.
- En 1985, a 5.500.000 pesetas y anualmente se le añadía el IPC correspondiente debido al "plus de afección a la defensa nacional".
- En 1990, 50.495.000 más la renta y el plus.
- En 1999, casi 61.500.000 pesetas.
- En 2000, 63.900.000 pesetas.
- En 2001, 66.447.975 pesetas. Este año se firmó por otros 7 años, hasta el 31 de diciembre de 2008 por una cifra que ascendió a 600 millones de pesetas.
- En 2008, Se renovó por otros 20 años más, de los cuales 10 son fijos y otros 10 prorrogables por un precio de 210 millones de euros (al cambio de 2002, cuando se adoptó el euro, casi 35.000 millones de pesetas), de forma que anualmente son 7 millones los diez primeros años y 14, los diez siguientes. Además los congozantes obtuvieron el dominio directo del territorio.[27] Fue aceptado por la Junta en reunión celebrada el 17 de diciembre de 2008. Únicamente Peralta votó en contra.[10]

## Reclamaciones de desmantelamiento

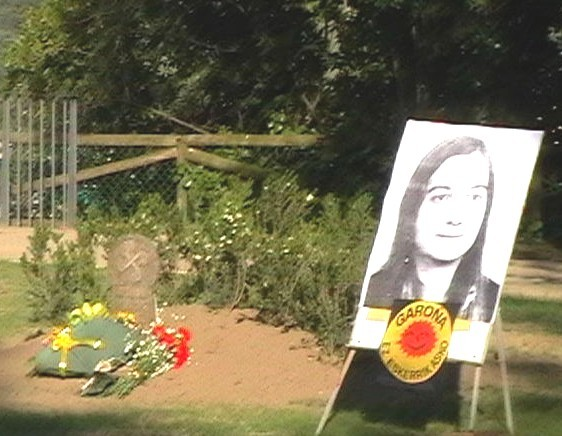
Homenaje realizado en 2006 a Gladys del Estal, que murió en Tudela en una convocatoria ecologista contra las centrales nucleares y contra este polígono de tiro en 1979.

El 3 de junio de 1979 se convoca en Tudela, por parte de diversos movimientos ecologistas, la celebración del Día de la Tierra, en su marco se llama a realizar una jornada de lucha por la paralización de Lemóniz, contra el Plan Energético Nacional y contra el Polígono de tiro de las Bardenas, En el transcurso de las protestas la Guardia Civil mata de un disparo a la militante ecologista donostiarra Gladys del Estal que participaba en una sentada de protesta. Este acto fue una de las primeras protestas contra el polígono de tiro.
Además desde las instituciones de Navarra se ha solicitado en varias ocasiones este desmantelamiento empezando por los plenos del ayuntamiento de Tudela, ya en 1979, o la que hizo el Parlamento de Navarra que aprobó una primera moción contra el Polígono de Tiro en 1980 y más tarde el Presidente de Navarra Gabriel Urralburu lo solicitó al Ministro de Defensa Narcís Serra, quien se negó a rescindir el contrato. El 26 de febrero de 1997 un grupo de senadores vascos presentó una moción al Senado para pedir información acerca de los planes del Gobierno de José María Aznar sobre esta zona. El Senado instó a "no renovar el contrato, desmantelar y recuperar el entorno dañado y buscar en dos años un emplazamiento alternativo". Algo que el Gobierno de España no asumió.  En el año 2008 se firmó un convenio entre el ministerio de Defensa del gobierno español y la Comunidad de Bardenas para mantener el arrendamiento hasta el año 2028.

### Asamblea Antipolígono
La Asamblea Antipolígono es una asociación antimilitarista española de organizaciones de ámbito de Navarra y del País Vasco que promueve el desmantelamiento del polígono de tiro de las Bardenas. Es una organización que quedó establecida el 18 de diciembre de 1986, pero que no se inscribió en el registro de asociaciones hasta abril del año 2008.
Fue fundada en 1986 por los siguientes organizaciones: Admar-Eguzki, AI Ribaforada, AIT-Batzarre, Asamblea de Mujeres, Asociaciones de vecinos, Izquierda Unida, Partido Carlista de Euskalherria-EKA, Herri Batasuna, Jarrai, Kemen, Landazuria, Partido Comunista de España, Eusko Alkartasuna, Comisiones Obreras, Ezker Sindikalaren Koordinakundea-Coordinadora Unitaria de lzquierda Sindical (ESK-CUIS), Movimiento Comunista de Euskadi y Gazte-Leku.
Organiza, desde hace 37 años en el primer domingo de junio, una marcha pacífica que recorre cuatro kilómetros hasta la puerta de las instalaciones militares para pedir su desmantelamiento. Su participación oscila entre 500 y el millar de personas.
Su portavoz actual es Milagros Rubio, que fue concejal de Tudela durante 36 años distintas coaliciones como, Nafarroa Bai, Asamblea de Izquierdas de la Ribera, Batzarre o Izquierda Ezkerra. También fue parlamentaria por Euskal Herritarrok.
La XXI marcha, de 2008, fue apoyada por organizaciones de Aragón como Chunta Aragonesista e Izquierda Unida de Aragón. y de la plataforma No a la Guerra de Ejea de los Caballeros y hubo representantes de Batzarre, Aralar, Partido Carlista de Euskalherria-EKA, Ecologistas en Acción, Plataforma No a las Térmicas, ESK-CUIS y Chunta Aragonesista. La posición de la Asamblea además de mostrar la necesidad del desmantelamiento del polígono, se mostró claramente antimilitarista, incluyendo en este rechazo a la violencia realizada por ETA.

### Polémica sobre los presuntos efectos negativos para la salud de los habitantes circundantes
Aunque Defensa niega que se haya utilizado uranio empobrecido en el campo de tiro,
las asociaciones ecologistas dicen que en la zona no se han permitido realizar estudios sobre la posibilidad de que se haya utilizado y en su caso si pudiera persistir contaminación, ya que tras entrenamientos intensos en el polígono, este fue utilizado por la OTAN en los bombardeos de Bosnia y Kosovo. Según informes del Ministerio de Defensa de 2005 los niveles de radiación ionizante eran inferiores a lo establecido como normales. Un informe realizado en 2008 encargado por las Bardenas ha dado negativo para restos de uranio empobrecido.
Tampoco se han realizado estudios epidemiológicos más detallados sobre la incidencia de cánceres u otras dolencias que pudieran estar relacionadas. Como expresó en 2001 el entonces consejero de Salud Santiago Cervera, entre 1993 y 1996 los casos de cáncer y tumores en los pueblos congozantes era ligeramente más altas que en el resto de Navarra, si bien la población estaba más envejecida. Corregida esa variable decía que de cada 100.000 habitantes, en varones, había 355,7 casos (360,1 en Navarra) y en mujeres 219,5 (233,3 en el conjunto de Navarra), por lo que no había diferencias estadísticamente significativas. En el mismo sentido se ha solicitado hacer pública la información existente de Cinco Villas, en Aragón, que es la zona más próxima al polígono, en el estudio El cáncer en la comarca de las Cinco Villas realizado por Moreno y Bernal en 2003, publicado en Medicina Militar, vol. 59, pp. 6-12, a lo que Defensa contestó que no tenían relación, insistiendo en que no se había utilizado uranio empobrecido.
Defensa refiere que en el polígono está implantado un Sistema de Gestión Medioambiental acorde a la norma europea ISO 14001.
Al firmar el contrato de 2008, el Ministerio de Defensa se compromete a no utilizar material, en armamentos y equipos, con componentes de tipo nuclear, bacteriológico o químico, incluida munición con uranio empobrecido. Así mismo todas las actividades que se realicen tratarán de reducir al máximo el impacto medioambiental.

### Renovación del contrato en el año 2008

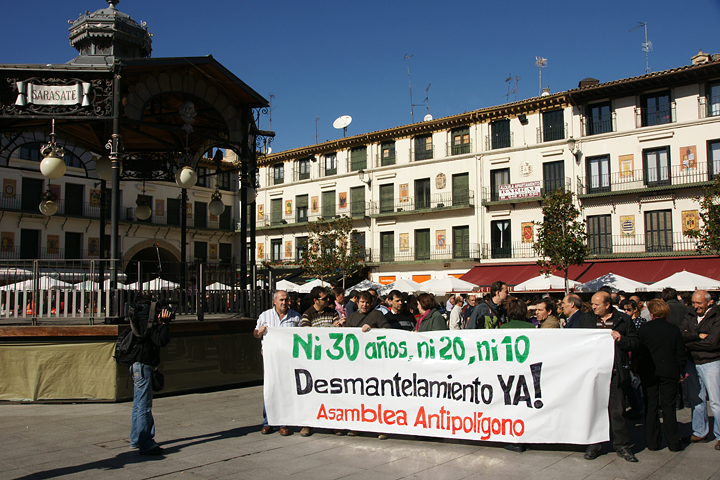
Bardenas Reales en Tudela en octubre de 2008.

En este año se realizó la negociación entre la Junta de las Bardenas y el Ministerio de Defensa para la renovación del mismo, ya que caducaba el contrato el 31 de diciembre de 2008. De la Junta, de forma inicial únicamente Tudela se posicionó claramente en contra de la renovación. Dentro de los posicionamientos de las instituciones políticas que se fueron produciendo estaba la del Parlamento de Navarra que en el pleno del 13 de marzo de 2008, volvió a declararse a favor de la no renovación del contrato y del desmantelamiento del Polígono.
Sin embargo, en mayo, la ministra de Defensa Carme Chacón hizo un primer anuncio en el Congreso de los Diputados con la intención de renovar el contrato al considerar que no hay alternativa. Ante este anuncio, la portavoz de Nafarroa Bai (NaBai), Uxue Barkos, presentó en el Congreso el 20 de mayo una moción por la que se instaba a desmantelar este Polígono. Fue rechazada con 301 votos en contra, 27 a favor y una abstención. Se opusieron a la misma el Grupo Socialista del Partido Socialista Obrero Español, en cuyo partido se encuentran los diputados por Navarra (en contra de su posición en marzo en el Parlamento de Navarra) y el Grupo Popular del Partido Popular y Unión del Pueblo Navarro que también en Navarra se oponían a la renovación. Apoyaron esta moción de NaBai el grupo de Convergencia i Unió, el grupo del Partido Nacionalista Vasco y el grupo integrado por Esquerra Republicana de Catalunya, Izquierda Unida e Iniciativa per Catalunya.

Al finalizar el año, el 15 de octubre, la ministra de defensa refirió en el Congreso de los Diputados que su ministerio se encontraba negociando una prórroga del contrato para 30 años. Se hubiera tratado del más largo realizado desde su creación, y en todo caso significó una rectificación de la postura del PSOE que consideraba, en 2004, que era preciso buscar una alternativa al polígono y su desmantelamiento. Finalmente el presidente de la Junta de Bardenas, Gayarre, acordó con el Ministerio de Defensa un acuerdo por el que el Polígono se mantendrá durante 20 años más de los cuales diez son fijos y otros diez prorrogables, por 210 millones de euros, con 7 millones anuales los primeros diez años y catorce los diez siguientes. Además la propiedad pasó directamente a los congozantes. La Junta se reunió el 17 de diciembre y ratificó este acuerdo con la única oposición del representante de Peralta. El día anterior en el pleno del ayuntamiento de Tudela los ediles de UPN y PSN decidieron dar su apoyo a la renovación del Polígono obligados por las directrices de sus partidos, modificando su postura que mantenían desde diciembre de 2007 solicitando su desmantelamiento.
El contrato para veinte años fue firmado por el secretario de Estado de Defensa, Constantino Méndez y el presidente de la Comunidad de Bardenas Reales de Navarra, José Antonio Gayarre, el 22 de diciembre de 2008.

## BardenasYa
En el año 2009 se funda la organización "BardenasYa", iniciativa asamblearia de antimilitaristas integrada en la plataforma "Bardenas Libres 2018", que surge como escisión del movimiento contra el polígono de tiro. BardenasYa está formada por habitantes de los pueblos Aragoneses y Navarros afectados por el polígono. Su objetivo es ser un espacio para aquellas personas que pretendan superar la situación de bloqueo en la lucha por el cierre de las instalaciones militares existentes en Bardenas. Su actividad se ha concretado en diferentes actos de informativos así como denuncias y manifestaciones. Impulsa una acción conjunta para la oposición de la renovación del contrato entre los entes cogozantes y el ejército del aire en 2018.